# تیراندازی تاکتیکی

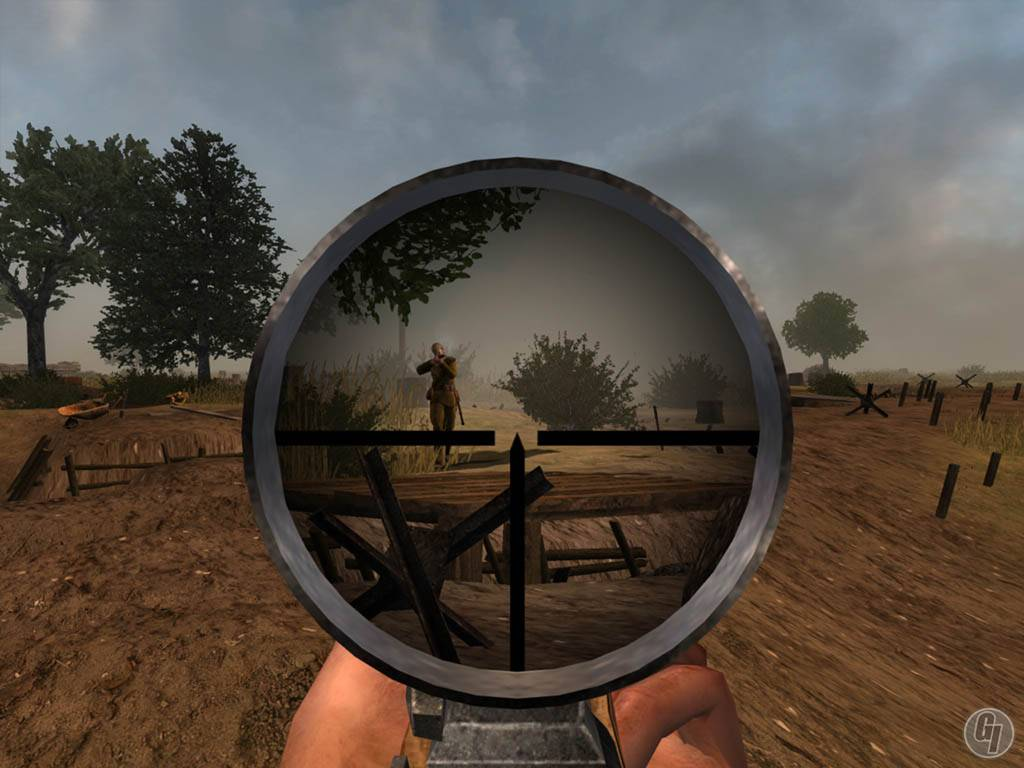
یک نمونه از بازی تیراندازی تاکتیکی

تیراندازی تاکتیکی (به انگلیسی: Tactical shooter) زیرمجموعه‌ای از بازی‌های ویدیویی تیراندازی است که هم تیراندازی اول شخص و هم تیراندازی سوم شخص را پوشش می‌دهد. این بازی‌ها نبرد واقعی را شبیه‌سازی می‌کنند؛ بنابراین در این بازی‌ها تاکتیک‌ها و احتیاط، مهم‌تر از واکنش‌های سریع در سایر بازی‌های اکشن است.

## تاریخ
ویژگی‌هایی که اکنون در ژانر تیراندازان تاکتیکی متداول است در اوایل سال ۱۹۸۷ با بازی Airborne Ranger توسط شرکت میکروپروس ظاهر شد. کامپیوتر گیمینگ ورلد، آن را با بازی قبلی Commando (یک تیرانداز اکشن معمولی آن دوره) مقایسه کرد، اما اظهار داشت که این بازی «عمیق‌تر و همه‌کاره‌تر» است. بازی دارای موجودی و منابع محدودی بود که باید با دقت مدیریت می‌شد، انواع ماموریت‌هایی که غالباً حیله، نیرنگ و برنامه‌ریزی را بر خشونت ترجیح می‌داد و انگیزه ای برای برنامه‌ریزی پیشین و فراتر از دشمن داشت. همهٔ این‌ها ویژگی‌های رایج در ژانر تیراندازی تاکتیکی است.
اولین موفقیت‌های مهم این ژانر در سال ۱۹۹۸ با بازی‌هایی مانند رینبو سیکس و Ghost Recon، به دست آمد. عنوان کلیدی دیگر، دلتافورس بود که بر سلاح‌های واقعی و کشتار سریع تأکید داشت.